# Relações África-União Soviética

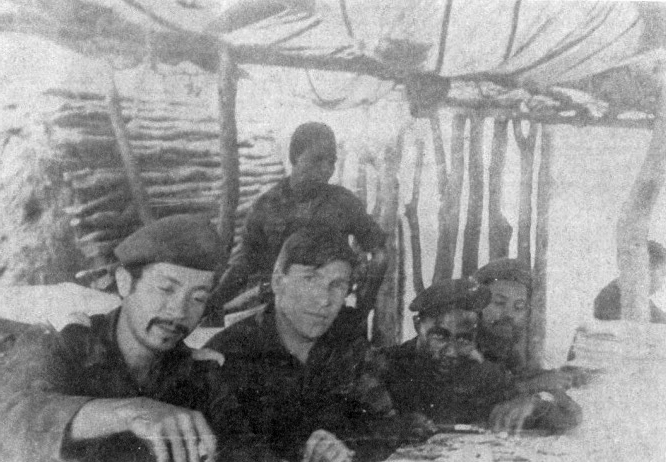
Instrutores militares soviéticos com guerrilheiros namibianos durante a Guerra da Fronteira Sul-Africana, final da década de 1970.

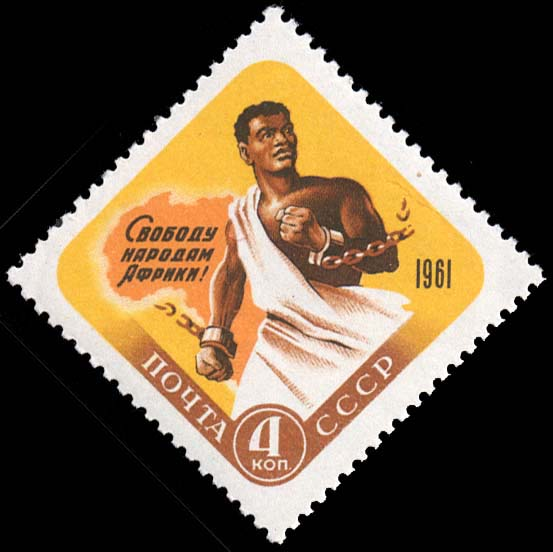
Selo soviético de 1961 com o slogan "Liberdade para as nações da África!

As relações África-União Soviética são as relações diplomáticas, políticas, militares e culturais entre a União Soviética e África entre 1945 a 1991. Os soviéticos demonstraram pouco interesse em África até à sua descolonização, evento que criou uma oportunidade para expandir a sua influência. Os africanos não eram receptivos ao modelo soviético de desenvolvimento socioeconómico. Em vez disso, os soviéticos optaram por oferecer ajuda financeira, munições e créditos para compras ao bloco soviético, evitando ao mesmo tempo o envolvimento direto em conflitos armados. Alianças temporárias foram asseguradas com Angola e Etiópia. A dissolução da União Soviética em 1991 deixou o seu estado sucessor, a Rússia, com influência bastante reduzida.

## Visão geral
Até à morte de Stalin em 1953, a União Soviética demonstrou muito pouco interesse em África. O seu fundador, Vladimir Lenin, argumentou no seu livro Imperialismo: Fase Superior do Capitalismo que o imperialismo foi inerentemente causado pelo capitalismo, e na sessão inaugural do Comintern em 1919 incluiu uma declaração de solidariedade para "os escravos coloniais de África e da Ásia". No entanto, a maioria das suas tentativas de espalhar o comunismo centraram-se inicialmente na Europa, numa tentativa de forçar todos os antigos territórios do Império Russo a entrarem na União Soviética. Espalhar o comunismo em África não parecia adequado para a revolução porque era quase inteiramente controlada pelas potências imperiais europeias, com o campesinato sob o controlo político dos líderes tribais e com baixos níveis de consciência proletária na já pequena classe trabalhadora. Joseph Stalin tinha um interesse passageiro em reivindicar a antiga colónia italiana da Tripolitânia, na atual Líbia, mas a política de contenção da OTAN bloqueou esses esforços. No Comintern, os principais porta-vozes de África eram brancos do Partido Comunista da África do Sul.
Depois de 1953, o continente passou por um rápido processo de descolonização, pelo qual quase todas as colônias tornaram-se nações independentes. No entanto, o movimento nacionalista africano foi liderado pela classe média jovem, mais instruída e que teve pouca exposição ao comunismo ou ao socialismo. Os líderes soviéticos, como Nikita Khrushchev, ficaram entusiasmados com os jovens negros africanos que vieram pela primeira vez a Moscovo para um grande festival da juventude em 1957. A Universidade Russa da Amizade dos Povos foi fundada em Moscovo em 1960 para oferecer ensino superior a estudantes de países em desenvolvimento. Tornou-se parte integrante da ofensiva cultural soviética nos países não alinhados. No início da década de 1960, o KGB e o GRU começaram a concentrar mais operações de inteligência em África, na Ásia e na América Latina.

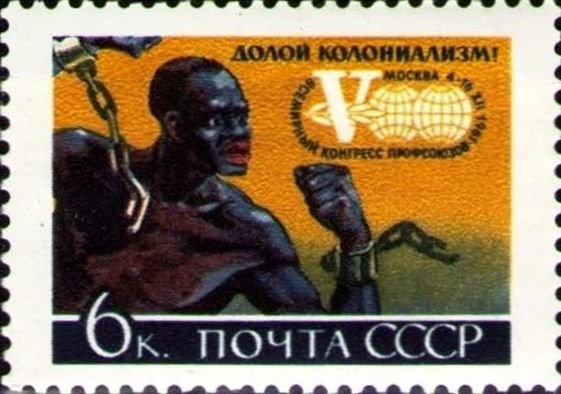
Selo soviético de 1961 marcando o 5º Congresso Mundial de Sindicatos, mostrando um africano quebrando correntes.

O Kremlin viu uma oportunidade e estabeleceu três objectivos da política externa em África. Primeiro, queria uma presença duradoura no continente, incluindo instalações portuárias no Oceano Índico . Em segundo lugar, queria ganhar voz nos assuntos africanos, principalmente apoiando os partidos comunistas locais e fornecendo ajuda económica e militar aos governos. Terceiro, queria minar a influência ocidental/OTAN. No entanto, o Kremlin mostrou-se relutante em enviar tropas soviéticas devido ao receio de uma grande escalada com as potências da OTAN. Fidel Castro enviou 300.000 soldados cubanos para África para apoiar companheiros revolucionários contra o imperialismo ocidental. O Kremlin considerou a decisão de Castro perigosa, mas não foi capaz de detê-la. E, finalmente, depois de 1962, envolveu-se numa amarga controvérsia com a China pela influência e controlo dos movimentos radicais locais.
Stalin tinha uma visão preta e branca na questão de conflito de classes, capitalistas versus proletariado. Khrushchev disse que tratava-se de uma disputa a três, sendo o terceiro pólo os movimentos nacionalistas burgueses que eram inerentemente anti-imperialistas e exigiam a descolonização em todo o mundo.
A táctica escolhida foi, portanto, identificar a União Soviética com a crescente onda de nacionalismo – demonstrar que Moscovo estava envolvido numa luta comum contra o imperialismo ocidental. Moscovo também esperava que o modelo soviético de industrialização e nacionalização revelasse atraente, mas essa abordagem não repercutiu nas forças nacionalistas, que eram negras baseadas na pequena classe média e socializavam os meios de produção. A dependência no modelo soviético de desenvolvimento fracassou devido à falta de estabilidade dos líderes locais, e com a crise do Congo o Kremlin aprendeu que era essencial encontrar e promover líderes ideologicamente fiáveis, que precisavam da ajuda soviética para construir força militar suficiente para controlar a sua país.

## Argélia
Já na década de 1930, o Partido Comunista Argelino constituía uma importante facção do movimento nacionalista argelino; no entanto, apoiou a França na crescente agitação e foi forçado a dissolver-se em 1956. Os seus activistas juntaram-se à militante Frente de Libertação Nacional (FLN). Ao longo da Guerra de Independência da Argélia na década de 1950, Moscovo forneceu assistência militar, técnica e material à FLN e treinou centenas dos seus líderes militares na URSS. A União Soviética foi o primeiro país a reconhecer o Governo Provisório da República Argelina em 1962, estabelecendo relações diplomáticas poucos meses antes da proclamação oficial da sua independência. A Argélia tornou-se líder do Movimento dos Não-Alinhados, e direcionou em grande parte a sua retórica para os Estados Unidos, e não para a França. De mencionar, que a Argélia era um país exportador de petróleo e os Estados Unidos eram o principal cliente do petróleo e um importante fornecedor de maquinaria e engenharia e conhecimentos técnicos de engenharia.
Na década de 1960, tanto os soviéticos como os chineses tinham a atenção na Argélia. Moscovo concedeu 100 milhões de dólares e créditos para comprar as exportações soviéticas, enquanto a China forneceu 50 milhões de dólares em créditos. Ahmed Ben Bella, que esteve no poder de 1963 a 1965, teve uma certa inclinação para a China. Ele foi deposto pelo seu ministro da Defesa, Houari Boumédiène, que esteve no cargo entre 1965 e 1976. A Argélia apoiou fortemente a causa palestiniana, e quando Moscovo mostrou-se pouco entusiástico ao apoiar à Guerra dos Seis Dias em 1967, a Argélia recusou deixar os soviéticos construírem uma base naval em Mers El Kébir. Paris vendeu aviões de guerra franceses à Argélia em 1968, procurando contrabalançar a influência soviética. Operando de forma independente do Kremlin, Fidel Castro transformou a Argélia no primeiro e mais próximo aliado de Cuba em África entre 1961 e 1965. Havana forneceu assistência militar e civil. Os soldados das Forças Armadas Revolucionárias Cubanas, no entanto, não entraram em combate e, após a derrubada de, Ben Bella, Cuba reduziu o seu envolvimento.
A Argélia apoiou a Frente Polisario, um movimento de esquerda apoiado por Moscovo que lutou durante 10 anos pelo controlo do Sahara Ocidental a partir de Marrocos. Os Estados Unidos, o Egito, a Bélgica e a França apoiaram Marrocos, e a Argélia foi cada vez mais identificada com o lado soviético da Guerra Fria.

## Angola
Na guerra civil angolana que contou com várias intervenções externas, a União Soviética ajudou o Movimento Popular de Libertação de Angola (MPLA) . Em 1976, a esfera militar era o pivô das relações angolanas-soviéticas. A Marinha Soviética utilizou os portos angolanos para realizar exercícios. Durante 1956-1986, como parte da Guerra Fronteiriça Sul-Africana (1966-1990), os soviéticos forneceram e treinaram unidades de combate da Namíbia (SWAPO) e de Angola (MPLA) nos campos de treino militar do Congresso Nacional Africano (ANC) na Tanzânia. 

## Congo
Enfrentando uma enorme turbulência na recém-independente República do Congo (Léopoldville), o primeiro-ministro Patrice Lumumba, o líder do Movimento Nacional Congolais, apelou à ajuda da União Soviética. O Kremlin enviou prontamente conselheiros militares e munições. O envolvimento dos soviéticos dividiu o governo congolês e levou a um impasse entre Lumumba e o presidente conservador Joseph Kasa-Vubu, que era anticomunista. O Presidente Kasa-Vubu usou o seu comando do exército para lançar um golpe de estado, expulsando os conselheiros soviéticos e estabelecendo um novo governo sob o seu próprio controlo. Lumumba foi levado cativo e posteriormente executado em 1961. Um governo rival, a "República Livre do Congo", foi fundado na cidade oriental de Stanleyville por apoiadores de Lumumba, liderados por Antoine Gizenga. O Kremlin apoiou Gizenga, mas não quis assumir os riscos internacionais envolvidos na entrega de ajuda material à província bloqueada de Orientale . Em vez disso, o Kremlin forneceu ajuda financeira a Gizenga e instou os seus aliados a executarem o bloqueio e a ajudarem Gizenga, evitando ao mesmo tempo um conflito direto com o Ocidente sobre a questão. O regime de Gizenga foi disolvido no início de 1962.

## Egito
Na década de 1950, Gamal Abdel Nasser começou a seguir uma política anti-imperialista de armamentismo que lhe rendeu o apoio do governo comunista da URSS. Durante os anos Nasser, muitos jovens egípcios estudaram em universidades e escolas militares soviéticas. Entre eles, o futuro presidente, Hosni Mubarak, que foi treinar em uma escola de pilotos militares na Base Aérea de Kant, no Quirguistão.
A relação piorou nos anos após a morte de Nasser, quando o novo presidente Anwar Sadat começou a reorientar o país para o Ocidente. Em 27 de maio de 1971, foi assinado um tratado de amizade entre os dois países, mas mesmo assim as relações estavam em declínio. A administração Nixon estava a trabalhar nos bastidores com Sadat para reforçar os seus planos de mandar os russos para casa; o acto realizando-se em julho de 1972. Em março de 1976, o Egito revogou o tratado de amizade. Em Setembro de 1981, as últimas relações foram rompidas pelo governo egípcio, acusando a liderança soviética de tentar minar a liderança de Sadat em retaliação ao tratado de paz israelo-egípcio. As relações foram restabelecidas sob o presidente Hosni Mubarak em 1984, e Alexander Belonogov tornou-se embaixador. Em fevereiro de 1989, o Ministro das Relações Exteriores soviético, Eduard Shevardnadze, visitou o Egito.

## Etiópia

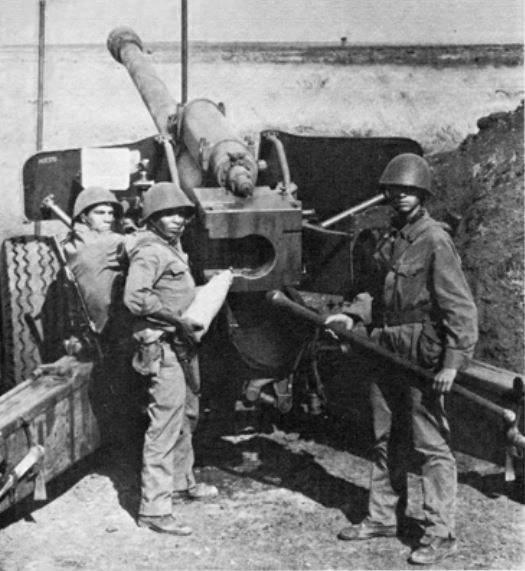
Artilheiros cubanos operando um obuseiro fornecido pela União Soviética durante a Guerra de Ogaden, de 1977 a 1978.

O interesse soviético na Somália e na Etiópia devia-se à localização estratégica do Corno de África para o comércio e transporte marítimo internacionais, bem como na sua importância militar.
O golpe-de-estado de 1974 instalou o Derg, uma junta militar comunista que acabaria sob o comando do General Mengistu Haile Mariam. O Derg proclamou o marxismo-leninismo como a sua ideologia oficial e tornou-se um aliado próximo de Moscovo. Os soviéticos saudaram a Etiópia pelos seus laços culturais e históricos com a URSS. Na década de 1980, a República Democrática Popular da Etiópia entrou numa grande turbulência e o próprio sistema soviético entrou em colapso em 1990. Os comentadores russos começaram a desprezar o regime etíope.
A aceitação pública de Mengistu por Moscovo perturbou o regime pró-comunista de Siad Barre na Somália. Depois de rejeitar uma proposta soviética para uma confederação marxista-leninista de quatro nações, o governo somali lançou uma ofensiva em julho de 1977 com a intenção de capturar a região de Ogaden, na Etiópia, iniciando a Guerra de Ogaden. A Somália parecia estar à beira da vitória depois de assumir o controle de 90% da área. Mengistu precisava urgentemente de ajuda. A URSS utilizou a sua frota de transportes aéreos Antonov An-12 e Antonov An-22, bem como navios de carga, para enviar um bilhão de dólares em caças-bombardeiros, tanques, artilharia, e munições num tempo muito curto. Além dessa ponte aérea militar massiva, que perdeu em magnitude apenas para o colossal reabastecimento das forças sírias em outubro de 1973 durante a Guerra do Yom Kippur, foram enviados 15.000 soldados de combate cubanos em funções militares. Num curto espaço de tempo, os etíopes lançaram uma contra-ofensiva com a ajuda de armas soviéticas recém-chegadas, tropas cubanas e de uma brigada do Iémen do Sul. Enfurecida com o apoio soviético aos etíopes, a Somália anulou o seu tratado com a União Soviética e expulsou todos os conselheiros soviéticos do país.

## Guiné
O Presidente John F. Kennedy procurou ansiosamente estabelecer boas relações com as nações africanas recentemente independentes, na sequência do discurso de Khrushchev em 1961, que proclamou a intenção da URSS de intervir nas lutas anticoloniais em todo o mundo. Dado que a maioria das nações da Europa, América Latina e Ásia já tinham escolhido um lado, Kennedy e Khrushchev olhavam para África como o próximo campo de batalha da Guerra Fria. Sob a liderança de Ahmed Sékou Touré, a antiga colónia francesa da Guiné, na África Ocidental, proclamou a sua independência em 1958 e procurou imediatamente ajuda externa. O Presidente Dwight D. Eisenhower era hostil a Touré, pelo que a nação africana rapidamente voltou-se para a União Soviética – tornando-a na primeira história de sucesso do Kremlin em África. No entanto, em 1963 o presidente John F. Kennedy e o diretor do Corpo da Paz, Sargent Shriver, conseguiram o afastamento de Guiné para com Moscovo e travar uma amizade com o país.

## Marrocos
Na Guerra do Saara Ocidental, que durou 15 anos, a União Soviética apoiou a Frente Polisário e enviou armas através da Argélia. Neste contexto, o Rei Hassan II de Marrocos disse em 1980 que Marrocos e a União Soviética estavam "em guerra".

## África do Sul
O Partido Comunista Sul-Africano (SACP), a operar sob a direção do Comintern, foi um forte apoiante do Congresso Nacional Africano (ANC). Os políticos brancos sul-africanos denunciavam rotineiramente o ANC como uma conspiração comunista tortuosa para derrubar o governo. A União Soviética retirou o seu embaixador após o massacre de Sharpeville em 1960. Depois que a África do Sul tornou-se em uma república em 1961, foi expulsa da Comunidade das Nações e as relações pioraram. Em 1961, o ANC e o SACP criaram uma ala militar conjunta, conhecida como a “Lança da Nação”. A África do Sul considerava a União Soviética um inimigo porque apoiava financeira e militarmente o comunismo no continente africano. Pretória cortou relações diplomáticas com Moscovo em 1956, devido ao seu apoio ao SACP. Durante 1956-1986, como parte da longa Guerra Fronteiriça Sul-Africana (1966-1990), os soviéticos forneceram e treinaram unidades de combate da Namíbia (SWAPO) e de Angola (MPLA) nos campos de treino militar do ANC na Tanzânia. O governo sul-africano evocou o termo rooi gevaar para se referir à ameaça política e militar representada pelo apoio da União Soviética às alas guerrilheiras dos movimentos anti-apartheid, como a SWAPO e o ANC.
Em 1986, Gorbachev rejeitou a ideia de uma tomada revolucionária do governo sul-africano e defendeu um acordo negociado. Os laços diplomáticos foram restabelecidos com a Rússia em fevereiro de 1992, após a dissolução da União Soviética.
Apesar do amplamente divulgado o apoio soviético ao ANC e a outros movimentos de libertação, a União Soviética também envolveu-se em algum comércio com a África do Sul durante a era do apartheid, principalmente em relação a armas e alguns recursos minerais. De 1960 a 1964, a De Beers teve um acordo único para vender diamantes soviéticos da Sibéria. Durante a década de 1980, uma série complicada de vendas de armas envolvendo a Stasi, o navio dinamarquês Pia Vesta e Manuel Noriega do Panamá teve como objetivo final transferir armas e veículos militares soviéticos para a África do Sul. Nessa época, o Armscor militar sul-africano tinha uma equipa de especialistas a trabalhar em Leningrado, envolvidos no desenvolvimento de motores a jato.